# Siphona quadrinotata
Siphona quadrinotata là một loài ruồi trong họ Tachinidae.